# Ligne Tenryū Hamanako
La ligne Tenryū Hamanako (天竜浜名湖線, Tenryū Hamanako-sen) est l'unique ligne ferroviaire de la compagnie Tenryū Hamanako Railroad (Tenhama) située dans la préfecture de Shizuoka au Japon. Elle relie la gare de Kakegawa à celle de Shinjohara. Elle est également appelée ligne Tenhama (天浜線).

## Histoire
La ligne Futamata est ouverte le 17 avril 1935 par la Japanese National Railways entre Kakegawa et Enshū-Mori.
Le 1er décembre 1936, la ligne Futamata-Nishi ouvre entre Shinjohara et Mikkabi. La ligne est prolongée à Kaminobe en 1938, puis Enshū-Mori en 1940. Elle fusionne alors avec la ligne Futamata.
Suite la privatisation de la Japanese National Railways, la ligne passe sous le contrôle de la compagnie privée Tenryū Hamanako Railroad le 15 mars 1987 et devient la ligne Tenryū Hamanako.

## Caractéristiques

### Ligne
- écartement des voies : 1 067 mm
- nombre de voies : 1
- non électrifiée

### Services
La ligne est desservie par des trains omnibus.

### Liste des gares

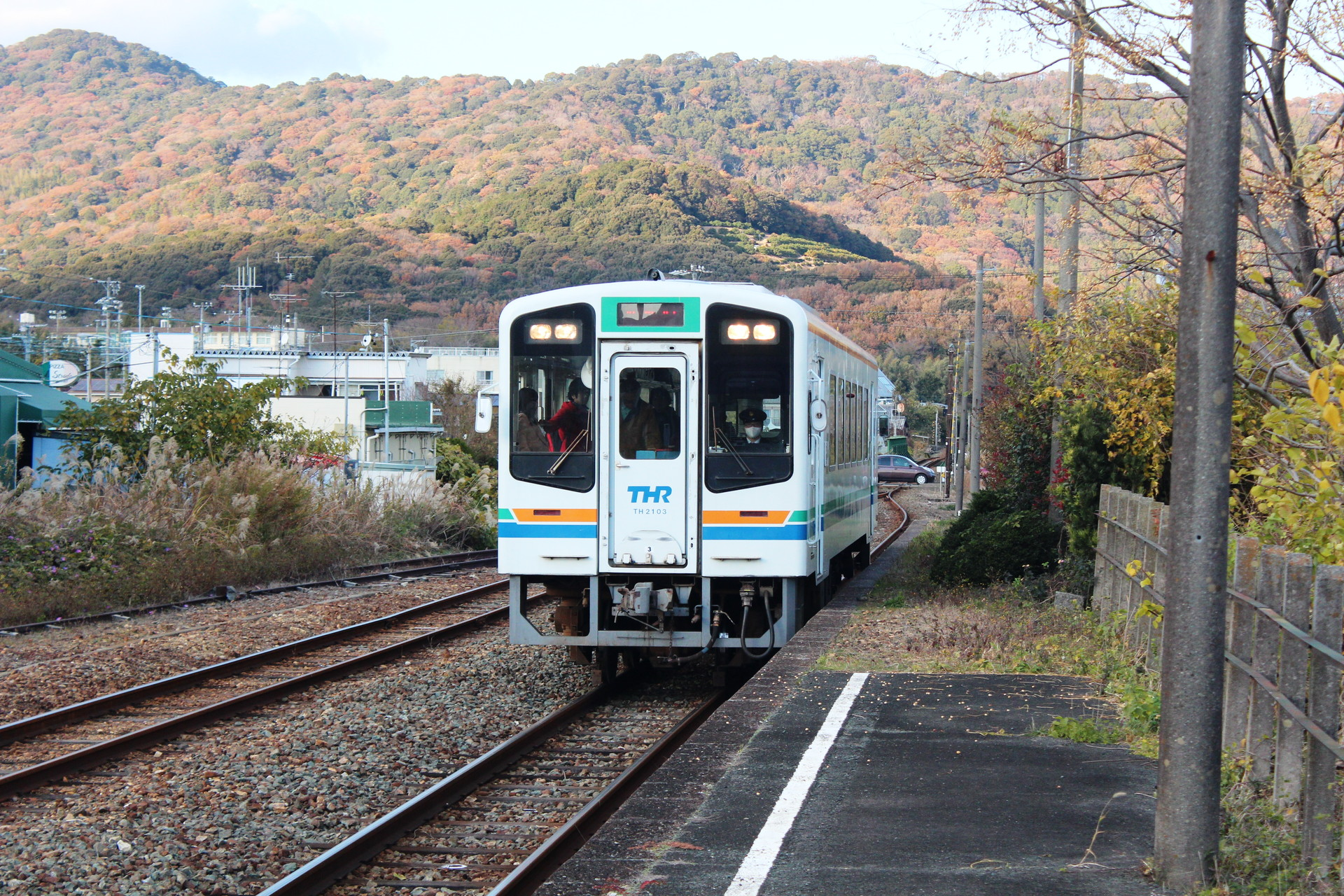
La ligne à Chibata.

| Numéro | Gare                    | Nom japonais   | Distance (km) | Correspondances                          | Localisation         |
| ------ | ----------------------- | -------------- | ------------- | ---------------------------------------- | -------------------- |
| 1      | Kakegawa                | 掛川           | 0             | JR Central : Shinkansen Tōkaidō, Tōkaidō | Kakegawa             |
| 2      | Kakegawa-shiyakusho-mae | 掛川市役所前   | 1,3           |                                          | Kakegawa             |
| 3      | Nishi-Kakegawa          | 西掛川         | 1,8           |                                          | Kakegawa             |
| 4      | Sakuragi                | 桜木           | 4,0           |                                          | Kakegawa             |
| 5      | Ikoinohiroba            | いこいの広場   | 5,5           |                                          | Kakegawa             |
| 6      | Hosoya (ja)             | 細谷           | 6,0           |                                          | Kakegawa             |
| 7      | Haranoya                | 原谷           | 7,9           |                                          | Kakegawa             |
| 8      | Harada                  | 原田           | 9,4           |                                          | Kakegawa             |
| 9      | Towata                  | 戸綿           | 12,0          |                                          | Mori                 |
| 10     | Enshū-Mori              | 遠州森         | 12,8          |                                          | Mori                 |
| 11     | Morimachibyoin-mae      | 森町病院前     | 13,6          |                                          | Mori                 |
| 12     | Enden                   | 円田           | 14,7          |                                          | Mori                 |
| 13     | Tōtōmi-Ichinomiya       | 遠江一宮       | 16,4          |                                          | Mori                 |
| 14     | Shikiji                 | 敷地           | 19,9          |                                          | Iwata                |
| 15     | Toyooka                 | 豊岡           | 23,0          |                                          | Iwata                |
| 16     | Kaminobe                | 上野部         | 24,4          |                                          | Iwata                |
| 17     | Tenryū-Futamata         | 天竜二俣       | 26,2          |                                          | Tenryū-ku, Hamamatsu |
| 18     | Futamata-Hommachi       | 二俣本町       | 26,8          |                                          | Tenryū-ku, Hamamatsu |
| 19     | Nishi-Kajima            | 西鹿島         | 28,5          | Entetsu : Enshū Railway                  | Tenryū-ku, Hamamatsu |
| 20     | Gansuiji                | 岩水寺         | 30,3          |                                          | Hamana-ku, Hamamatsu |
| 21     | Miyaguchi               | 宮口           | 32,3          |                                          | Hamana-ku, Hamamatsu |
| 22     | Fruit Park              | フルーツパーク | 36,2          |                                          | Hamana-ku, Hamamatsu |
| 23     | Miyakoda                | 都田           | 37,7          |                                          | Hamana-ku, Hamamatsu |
| 24     | Tokohadaigaku-mae       | 常葉大学前     | 39,1          |                                          | Hamana-ku, Hamamatsu |
| 25     | Kanasashi               | 金指           | 41,9          |                                          | Hamana-ku, Hamamatsu |
| 26     | Okaji                   | 岡地           | 43,5          |                                          | Hamana-ku, Hamamatsu |
| 27     | Kiga                    | 気賀           | 44,8          |                                          | Hamana-ku, Hamamatsu |
| 28     | Nishi-Kiga              | 西気賀         | 47,8          |                                          | Hamana-ku, Hamamatsu |
| 29     | Sunza                   | 寸座           | 49,4          |                                          | Hamana-ku, Hamamatsu |
| 30     | Hamanako-Sakume         | 浜名湖佐久米   | 50,7          |                                          | Hamana-ku, Hamamatsu |
| 31     | Higashi-Tsuzuki         | 東都筑         | 51,9          |                                          | Hamana-ku, Hamamatsu |
| 32     | Tsuzuki                 | 都筑           | 53,3          |                                          | Hamana-ku, Hamamatsu |
| 33     | Mikkabi                 | 三ヶ日         | 55,6          |                                          | Hamana-ku, Hamamatsu |
| 34     | Okuhamanako             | 奥浜名湖       | 56,8          |                                          | Hamana-ku, Hamamatsu |
| 35     | Ona                     | 尾奈           | 58,1          |                                          | Hamana-ku, Hamamatsu |
| 36     | Chibata                 | 知波田         | 62,9          |                                          | Kosai                |
| 37     | Ōmori (ja)              | 大森           | 65,0          |                                          | Kosai                |
| 38     | Asumomae                | アスモ前       | 66,7          |                                          | Kosai                |
| 39     | Shinjohara              | 新所原         | 67,7          | JR Central : Tōkaidō                     | Kosai                |

## Matériel roulant
Les trains utilisés sont des automotrices de série 2100, 3500 et 9200.

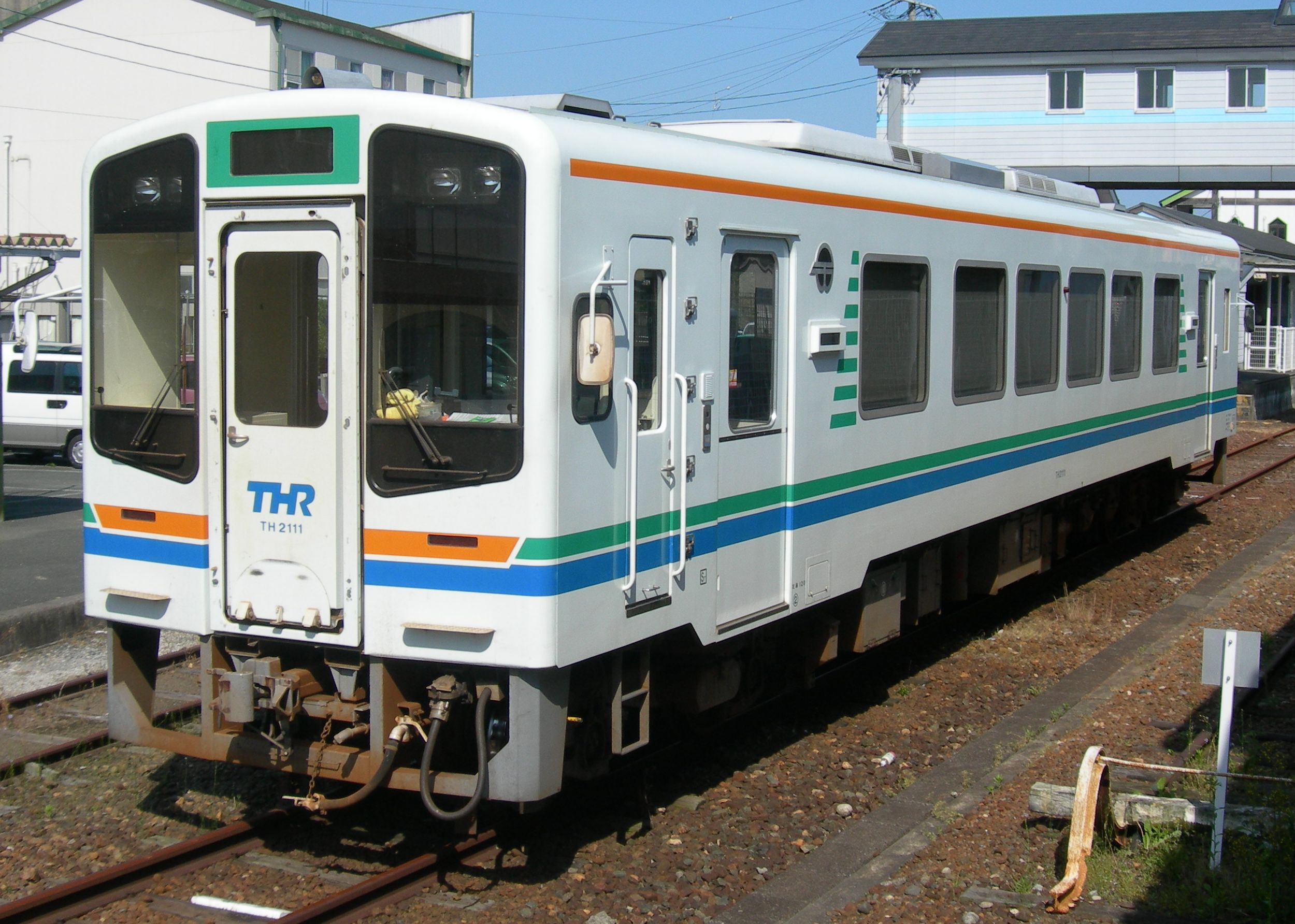
Série 2100
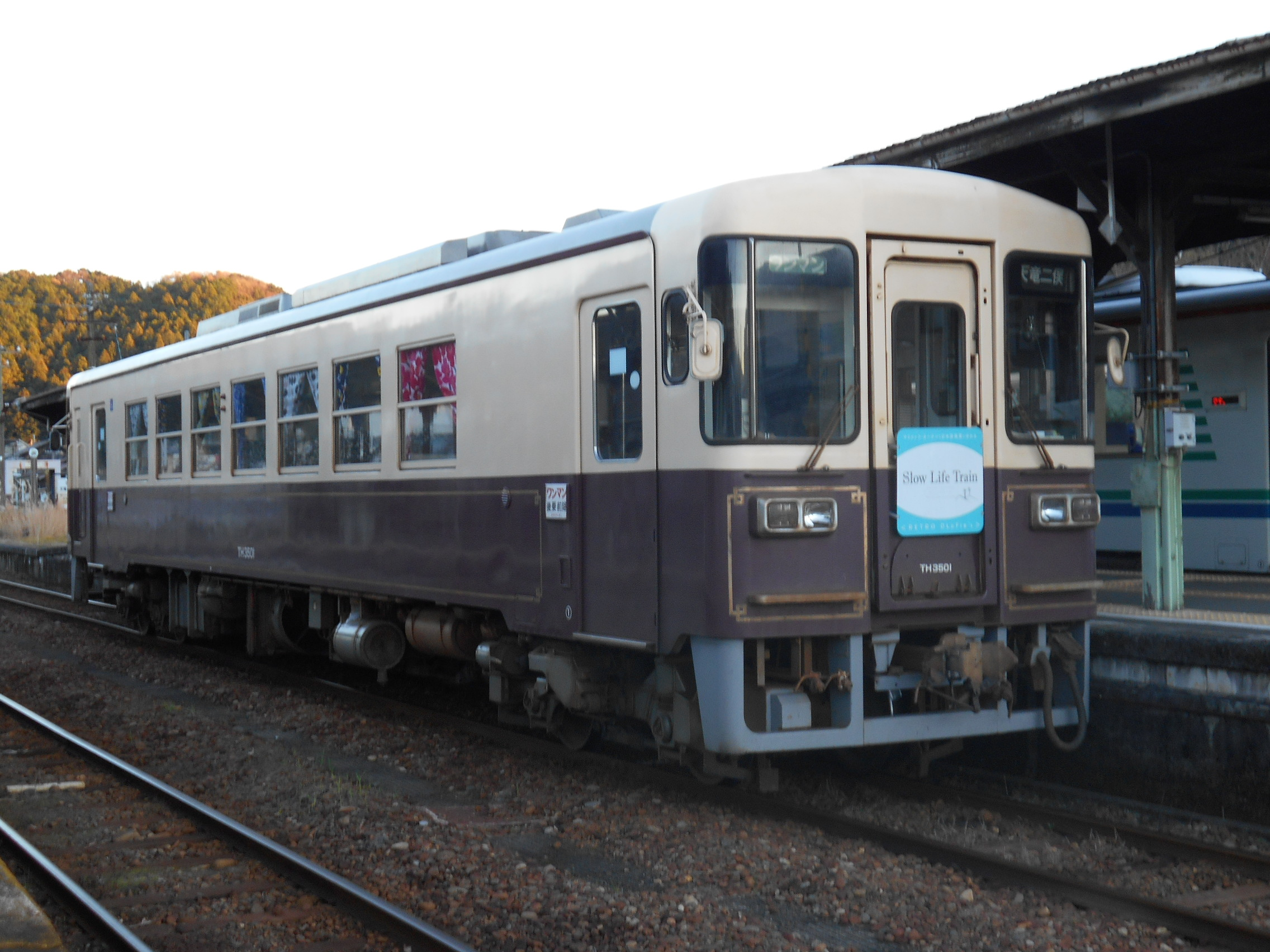
Série 3500
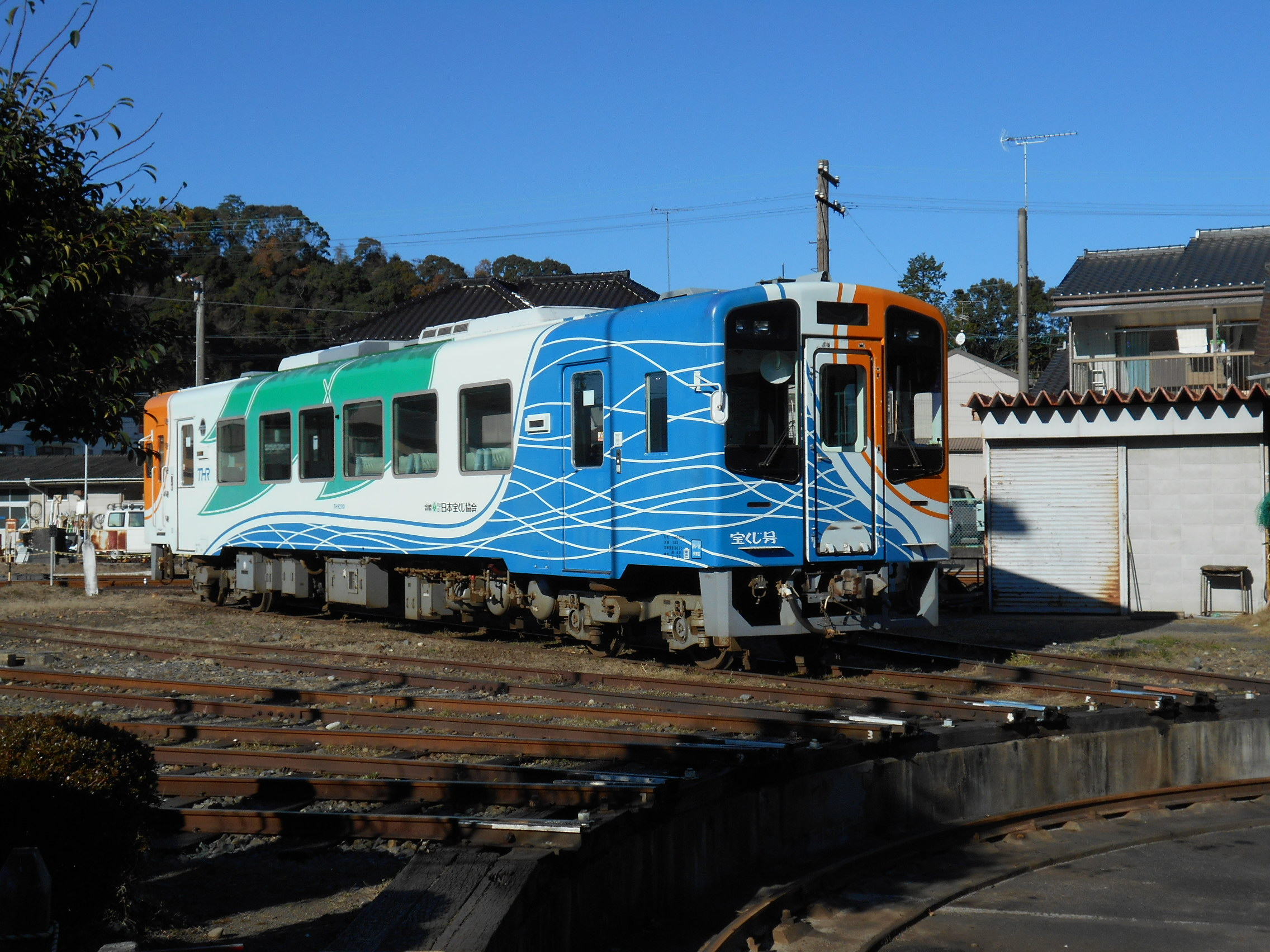
Série 9200